# Warmonderhof
Warmonderhof is een opleidingscollectief voor biologisch-dynamische landbouw in Dronten, gevormd door Stichting Warmonderhof en Aeres MBO Dronten Warmonderhof. Samen bieden zij een 'vrijeschool' mbo aan in de vorm van wonen, werken, leren. Stichting Warmonderhof verzorgt wonen en werken op de Hofbedrijven. Aeres Warmonderhof verzorgt voltijd- en deeltijdopleidingen en regelt ook de stages op andere praktijkbedrijven. Warmonderhof Trainingen verzorgt meerdaagse trainingen voor de gehele agrarische sector. Warmonderhof is de enige staatserkende biodynamische landbouwopleiding in Nederland en Europa.
Warmonderhof biedt een vierjarige mbo-opleiding. De studenten wonen op de Woonderij, een campus die is gebouwd in organische stijl. Zij krijgen studielessen in het schoolgebouw en werken in het gemengde bedrijf van Stichting Warmonderhof (akkerbouw, veehouderij, tuinbouw en fruitteelt). Naast de voltijdopleiding biedt Warmonderhof ook een tweejarige beroepsbegeleidende leerweg (BBL) aan voor volwassenen, met de keuzedelen zorg, ondernemend gedrag en stadslandbouw.

## Geschiedenis
Voordat Warmonderhof van start ging is er een aanloop van twintig jaar geweest. In 1927 begon de ontwikkeling van biologisch-dynamische landbouw in Nederland met een aantal boerderijen in Zeeland, samen de NV Cultuurmaatschappij Loverendale.
Klaas de Boer trok in de zomer van 1938 naar Loverendale op Walcheren om zich te verdiepen in de biologisch-dynamische landbouw.
Hij kreeg hier les van de pioniers uit die tijd: Hans Heinze, Ehrenfried Peiffer, Ernst Jakoby, Marinus Steyn en Han Reder.
Nadat hij de waarde van deze vernieuwende landbouw en haar betekenis voor de toekomst inzag, ging hij naar de tuinderij van Ludolf Schortinghuis in Wassenaar om zich verder te scholen.
Na het uitbreken van de Tweede Wereldoorlog begon Klaas de Boer in 1941 een eigen tuinderij op het landgoed van de familie Menten in Warmond, waar ook de kleine biologisch-dynamische tuinderij Teylingerhof van de familie Rosenwald lag. Daar ontmoette hij dochter Mieneke Rosenwald, met wie hij twee jaar later trouwde. De geteelde groenten werden met paard en koets naar Leiden en Oegstgeest gedistribueerd.
Het huis van Klaas en Mieneke op Teylingerhof zat vol onderduikers, waaronder familieleden en joodse kinderen.
Onder de meest riskante omstandigheden ging Klaas, al schaatsend over sloten en meren, fietsend of met een koets op tocht voor proviand voor hen.
In 1946 werd Klaas en Mieneke gevraagd een opleiding in biologisch-dynamische landbouw te beginnen. Er werd een stichting opgericht en in september 1947 werd met zeven leerlingen (drie jongens en vier meisjes) op Teylingerhof een schooltje begonnen. Na een jaar werd Teylingerhof te klein en werd er een barak gebouwd met klaslokalen, slaapkamers en een zaal met een klein toneel. De school werd omgedoopt tot Warmonderhof.
In navolging van het Antroposofisch gedachtegoed, werd er elk jaar een kerstviering met het paradijs- en kerstspel uitgevoerd.
In 1955 werd de school erkend door het ministerie van Landbouw en subsidieerde het Rijk de werkzaamheden.
Klaas was van 1954 tot 1965 ook voorzitter van de BD-Vereniging in Nederland.
De praktijklessen van de Warmonderhof bestonden voornamelijk uit tuinbouw en veeverzorging. Meer landbouwervaring werd opgedaan tijdens stages op bedrijven in het land.
Nadat Klaas in 1963 een ernstig auto-ongeluk kreeg, had hij voor de rest van zijn leven een wandelstok nodig, en namen Mieneke en Willy Schilthuis de leiding van de school op zich.
Inmiddels waren er ruim 200 leerlingen en de school werd verplaatst naar Kerk Avezaath, waar 9 hectare landbouwgrond beschikbaar was op landgoed Thedingsweert. In 1965 werd het bedrijf overdragen aan Jan Diek van Mansvelt. Klaas en Mieneke gingen na een periode van ziekte in 1975 met pensioen. In 1992 verhuisde de Warmonderhof naar Dronten.

## Prijzen
- 2019 - Voor de tweede keer door Keuzegids uitgeroepen tot Topopleiding MBO.[4]

## Bekende leerlingen
- Joris Kollewijn deed mee aan de eerste serie van Boer zoekt Vrouw van de KRO.